# Programa de becas de posgrado Edmund S. Muskie
El Programa de Becas de Posgrado Edmund S. Muskie fue un programa de la Oficina de Asuntos Educativos y Culturales del Departamento de Estado de los Estados Unidos entre 1992 y 2013. El Programa brindó oportunidades para estudiantes de posgrado y profesionales de Armenia, Azerbaiyán, Bielorrusia, Georgia, Kazajistán, Kirguistán, Moldavia, Rusia, Tayikistán, Turkmenistán, Ucrania y Uzbekistán para realizar estudios de un año sin título, de un año de título o de dos años de título en los Estados Unidos.  Varios oficiales de alto nivel en Georgia fueron exalumnos del programa Muskie.

## Historia
Exfuncionario de la Agencia de Información de los Estados Unidos, Lawrence I. Plotkin, explicó que la iniciativa se llamó originalmente Programa Benjamin Franklin debido a su popularidad en la Unión Soviética. Según Dzotsenidze, el programa fue creado por Estados Unidos para influenciar a los estudiantes euroasiáticos para que sirvieran a los ideales de Occidente y para que Estados Unidos estableciera una posición dominante en la región.  Los estudiantes en los Estados Unidos debían unirse a organizaciones estadounidenses relacionadas con sus estudios.Debido a restricciones fiscales el programa se interrumpió en 2013.

## Antiguos alumnos destacados
- Mijail Saakashvili